# أدريان (جورجيا)
أدريان (بالإنجليزية: Adrian, Georgia)‏ هي مدينة تقع في مقاطعة جونسون, مقاطعة إمانيوويل بولاية جورجيا في الولايات المتحدة. تبلغ مساحة هذه المدينة 3.7 (كم²)، وترتفع عن سطح البحر م، بلغ عدد سكانها 664 نسمة في عام 2010 حسب إحصاء مكتب تعداد الولايات المتحدة.

## وصلات خارجية
- Cities & Counties - Georgia.gov